# Benedict Cork
Benjamin Mark Cork (4 augustus 1993), professioneel bekend als Benedict Cork, is een Brits singer-songwriter. Hij groeide op in Bishop's Stortford, Hertfordshire.

## Biografie
Cork werd geboren als zoon van Andrew en Julia (geboren Kornberg) Cork. Zijn grootvader van moederskant, Sir Hans Kornberg, was een in Duitsland geboren Brits-Amerikaanse biochemicus, wiens ouders zijn omgekomen in de Holocaust. Cork heeft twee oudere broers en een oudere zus, SuRie, die het Verenigd Koninkrijk vertegenwoordigde op het Eurovisiesongfestival 2018 in Lissabon.
Cork groeide op in Hertfordshire en ging naar The Bishop's Stortford High School en Hills Road Sixth Form College. Hij begon al jong met optredens in bands met vrienden voordat hij naar Londen verhuisde en ging werken als pianoman in bars.

## Carrière

### 2018
Corks officiële opnamecarrière begon met een samenwerking met Simon Jefferis. Hun single Easy werd uitgebracht op 9 maart 2018.
Zijn eerste solorelease was Piano Tapes in september 2018, een live-ep met vijf nummers opgenomen in Red Gate Recorders in Eagle Rock, Californië. Toen Elton John de ep hoorde, omschreef hij Cork als "sensational" en "a name to look out for".  De single Mama Said werd door Billboard beschreven als "devastatingly beautiful".

### 2019-2020
Na een residentie in de Londense Fiction Studios in 2019, trad Cork op in het voorprogramma van Emily King en Tom Walker en op het muziekfestival British Summer Time Hyde Park (BST Hyde Park), waar Stevie Wonder en Lionel Richie ook speelden. In september 2019 bracht Cork zijn ep Letters to Strangers uit.
Cork trad op in het voorprogramma van Duncan Laurence tijdens zijn Europese tournee voordat hij eind 2019, begin 2020 Piano Tapes Volume II opnam en in de zomer van 2020 de ep track voor track uitbracht. Cork verscheen ook in een campagne voor het Franse modehuis Mugler naast English National Balletdanser Precious Adams met zijn nummer Wildfire.

### 2021
Op 18 juni 2021 bracht Cork zijn ep Secrets I'll Never Tell uit met vijf nieuwe nummers. BBC 3 Counties Radio gaf op de avond van 17 juni een voorproefje met liveversies van enkele nummers. Cork had een gesprek met de dj over de thema's van de ep, waaronder zijn opgroeien als homoseksuele man, liefdesverdriet, identiteit en de moeilijkheden om muzikant en publiek figuur te zijn in een grotendeels digitale wereld.
In de aanloop naar de release van Secrets I'll Never Tell bracht Cork een podcast met dezelfde naam uit, waarin hij sprak met mensen uit de amusements- en literatuurwereld, onder wie Adam Lambert, Sophia Thakur, Duncan Laurence en Precious Adams. In de podcast ging hij dieper in op de problemen die aan de orde gesteld worden op de ep en het openen van discussies over onderwerpen als geestelijke gezondheid, authenticiteit, gender en de specifieke uitdagingen van de internationale COVID 19-pandemie en de daaropvolgende lockdowns.

### 2022
Cork bracht zijn vijfde ep If These Walls Could Talk uit op 22 april 2022. Tijdens de If These Walls Could Talk-concerten in Londen en Utrecht kondigde hij aan dat hij vrij zou nemen om zijn debuutalbum te schrijven en op te nemen.
Op 21 oktober 2022 organiseerde Cork een albumpreviewshow in de Collins Music Hall in Londen om nummers van zijn debuutalbum ten gehore te brengen; de debuutsingle Dream of You, uitgebracht door V2 Records op 18 november 2022, was er een van. De verschijning van die single viel samen met zijn Europese tournee Incase It Don't Come True.

### PPLUK Momentum Fund Artist
Op 26 juli 2021 liet Cork weten dat hij door de PRS Foundation was benoemd tot PPLUK Momentum Fund Artist.

## Discografie

### Extended plays
| Titel                                    | Bijzonderheden |
| ---------------------------------------- | --- |
| Piano Tapes (Live at Red Gate Recorders) | - Uitgebracht: 28 september 2018 - Beschikbaar als: digitale download, cd, vinyl (gecombineerd met Piano Tapes, Volume II)   |
| Letters to Strangers                     | - Uitgebracht: 13 augustus 2019 - Beschikbaar als: digitale download, cd, vinyl (gecombineerd met Secrets I'll Never Tell)   |
| Piano Tapes, Volume II                   | - Uitgebracht: 30 september 2020 - Beschikbaar als: digitale download, cd, vinyl (gecombineerd met Piano Tapes, Volume I)    |
| The Midnight Sessions                    | - Uitgebracht: 7 februari 2021 - Beschikbaar als: digitale download                                                          |
| Secrets I'll Never Tell                  | - Uitgebracht: 18 juni 2021 - Beschikbaar als: digitale download, cd, vinyl (gecombineerd met Letters to Strangers)          |
| If These Walls Could Talk                | - Uitgebracht: 22 april 2022 - Beschikbaar als: digitale download, cd, vinyl (gecombineerd met Live from Collins Music Hall) |
| Live from Collins Music Hall             | - Uitgebracht: 17 december 2022 - Beschikbaar als: digitale download, cd, vinyl (gecombineerd met If These Walls Could Talk) |

### Singles
| Titel                                | Jaar | Album/ep                                 |
| ------------------------------------ | ---- | ---------------------------------------- |
| "Easy" (met Simon Jefferis)          | 2018 | Niet uitgebracht op een album            |
| "Ghost"                              | 2018 | Piano Tapes (Live at Red Gate Recorders) |
| "Mama Said"                          | 2018 | Piano Tapes (Live at Red Gate Recorders) |
| "Down for Forever"                   | 2018 | Piano Tapes (Live at Red Gate Recorders) |
| "Believe"                            | 2018 | Piano Tapes (Live at Red Gate Recorders) |
| "Wildfire"                           | 2018 | Piano Tapes (Live at Red Gate Recorders) |
| "Therapy"                            | 2019 | Letters to Strangers                     |
| "Fear of Lonely"                     | 2019 | Letters to Strangers                     |
| "Funny How Things Change"            | 2019 | Letters to Strangers                     |
| "Breaking Hearts"                    | 2019 | Letters to Strangers                     |
| "Pray No More"                       | 2019 | Letters to Strangers                     |
| "Boys Don't Cry"                     | 2019 | Letters to Strangers                     |
| "Heaven Is a Place on Earth" (cover) | 2019 | Niet uitgebracht op een album            |
| "Hollywood"                          | 2020 | Piano Tapes, Volume II                   |
| "One Last Song"                      | 2020 | Piano Tapes, Volume II                   |
| "Growing Pains"                      | 2020 | Piano Tapes, Volume II                   |
| "Choices"                            | 2020 | Piano Tapes, Volume II                   |
| "Wild One"                           | 2020 | Piano Tapes, Volume II                   |
| "All My Famous Friends"              | 2021 | Secrets I'll Never Tell                  |
| "Have a Good Life (See You Never)"   | 2021 | Secrets I'll Never Tell                  |
| "Sick of the Parties"                | 2021 | Secrets I'll Never Tell                  |
| "The Lucky Ones"                     | 2021 | Secrets I'll Never Tell                  |
| "At Least We Tried"                  | 2021 | Secrets I'll Never Tell                  |
| "The Life We Planned"                | 2021 | If These Walls Could Talk                |
| "Miracle"                            | 2022 | If These Walls Could Talk                |
| "If These Walls Could Talk"          | 2022 | If These Walls Could Talk                |
| "All the Love Songs Sound the Same"  | 2022 | If These Walls Could Talk                |
| "Where the Wild Things Go"           | 2022 | If These Walls Could Talk                |
| "Dream of You"                       | 2022 | Niet uitgebracht op een album            |
| "Try Sleeping with a Broken Heart"   | 2022 | Niet uitgebracht op een album            |
| "Soulmates"                          | 2023 | Notes on a Hopeless Romance              |

### Credits songwriting
- Auryn - "Right Thing to Do" op Ghost Town[24]
- Mark Feehily - "Love Me, Or Leave Me Alone" op Fire[25]
- Adam Lambert - "Feel Something" op Velvet[26]
- Ørjan Nilsen - "Hold Me"[27]

### Credits begeleiding
- ORKID - "Hands" op I Don't Give a Damn (piano)[28][29]
- Angel Haze - "April's Fool" op Dirty Gold (zang)[30]
- Adam Lambert - "Feel Something" op Velvet (piano/achtergrondzang)[31]
- Ørjan Nilsen - "Hold me" (zang)[27]
- Adam Lambert - "I'm a Man" op High Drama (achtergrondzang)[32]